# Kortfilm - en nødvendig Brugsgenstand
Kortfilm - en nødvendig Brugsgenstand er en dansk dokumentarfilm fra 1964. Filmen er produceret i anledning af Statens Filmcentrals 25-års jubilæum, som blev fejret 22. maj 1964.

## Handling
En reklame for kort- og dokumentarfilm. Filmen er et kreativt sammenklip af billeder og lyd fra flere forskellige SFC-dokumentarfilm.